# Milford Haven
Milford Haven (velšsky Aberdaugleddau) je město v hrabství Pembrokeshire ve Walesu. Je situováno u stejnojmenné zátoky, ve které se již od středověku nachází přístav. Město bylo založeno v roce 1790 na severní straně zátoky, podle níž bylo město pojmenováno. Jeho zakladatel William Hamilton původně zamýšlel, že Milford Haven bude střediskem pro lov velryb, ale v roce 1800 se zde začala vyvíjet loděnice Royal Navy; loděnice zde zůstala pouze do roku 1814, kdy byla přesunuta do nedalekého města Pembroke. Následně se z loděnice staly komerční doky. V šedesátých letech dvacátého století byla nedaleko přístavu vystavěna ropná rafinérie společnosti Esso a začal se odsud vyvážet topný olej a kapalný plyn. K roku 2010 byl městský přístav čtvrtým největším přístavem ve Spojeném království. Rovněž hraje velkou roli v britském energetickém sektoru a několika ropných rafinériemi[zdroj?] a jedním z největších terminálů LNG na celém světě.
Milford Haven je druhým nejvíce osídleným místem v Pembrokeshire se svým počtem 12 830 obyvatel (spolu s osadami patřícími pod Milford Haven je počet obyvatel 13 086), což jej dělá největším v kraji. Podle velšských vládních orgánů patří k Milford Haven předměstí Hakin, Hubberston, Liddeston a Steynton. Přirozený přístav v místě dnešního města byl znám jako bezpečný přístav a byl využíván v mnoha historických vojenských operacích v průběhu druhého tisíciletí. Jsou to například tažení Jindřicha II. proti Irsku v roce 1171 nebo Cromwellův útok v roce 1649.